# Сюксьё
Сюксье (фр. Succieu) — коммуна во Франции, находится в регионе Рона — Альпы. Департамент коммуны — Изер. Входит в состав кантона Бургуен-Жалье-Сюд. Округ коммуны — Ла-Тур-дю-Пен.
Код INSEE коммуны — 38498. Население коммуны на 1999 год составляло 548 человек. Населённый пункт находится на высоте от 324  до 571  метров над уровнем моря. Муниципалитет расположен на расстоянии около 440 км юго-восточнее Парижа, 50 км юго-восточнее Лиона, 50 км северо-западнее Гренобля. Мэр коммуны — M. Joël Savoy, мандат действует на протяжении 2008—2014 гг.
Динамика населения (INSEE):